# Liste der Gemeinden in der Provinz Las Palmas
Die spanische Provinz Las Palmas hat 34 Gemeinden (Stand 1. Januar 2019).

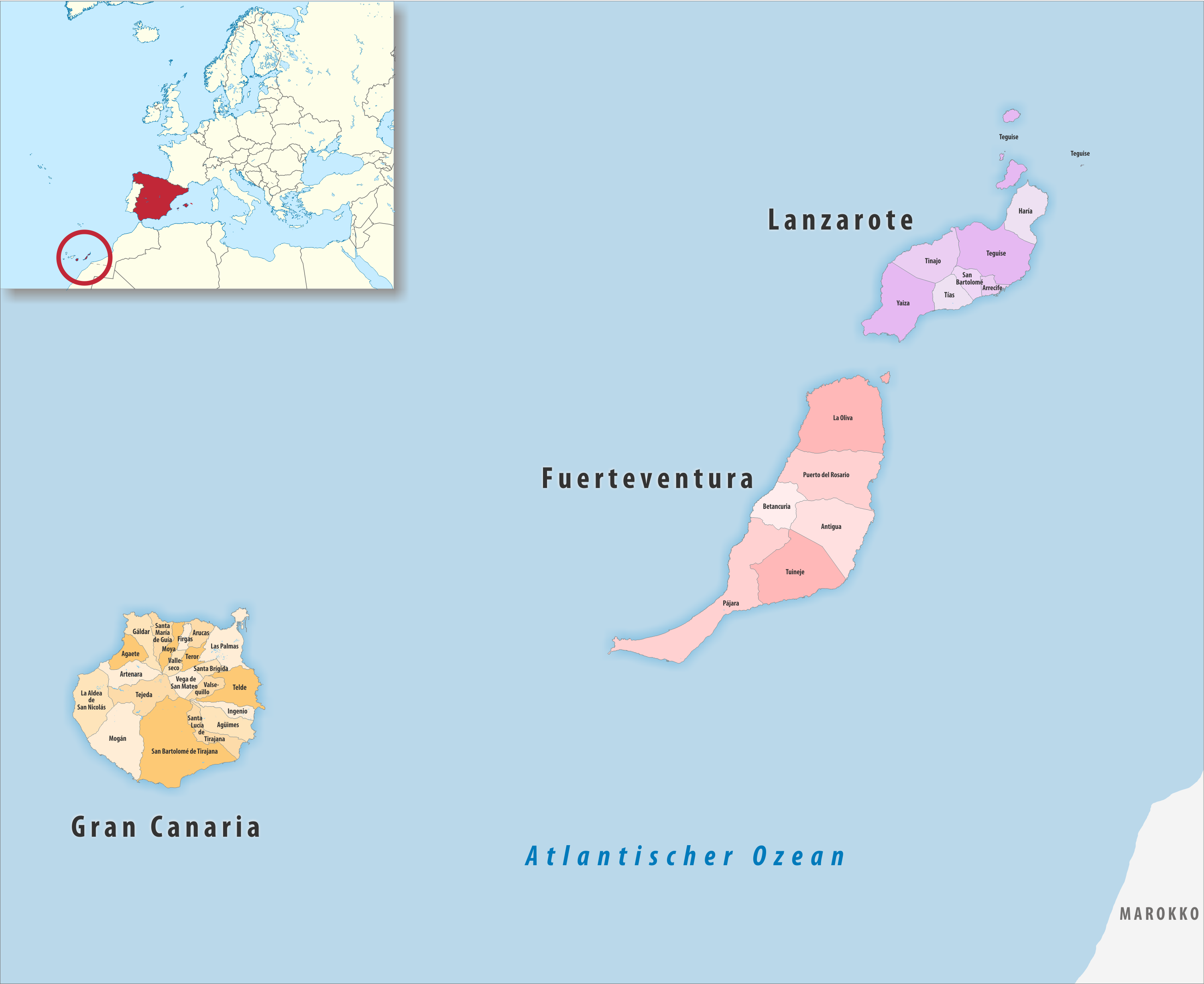
Gemeinden in der Provinz Las Palmas

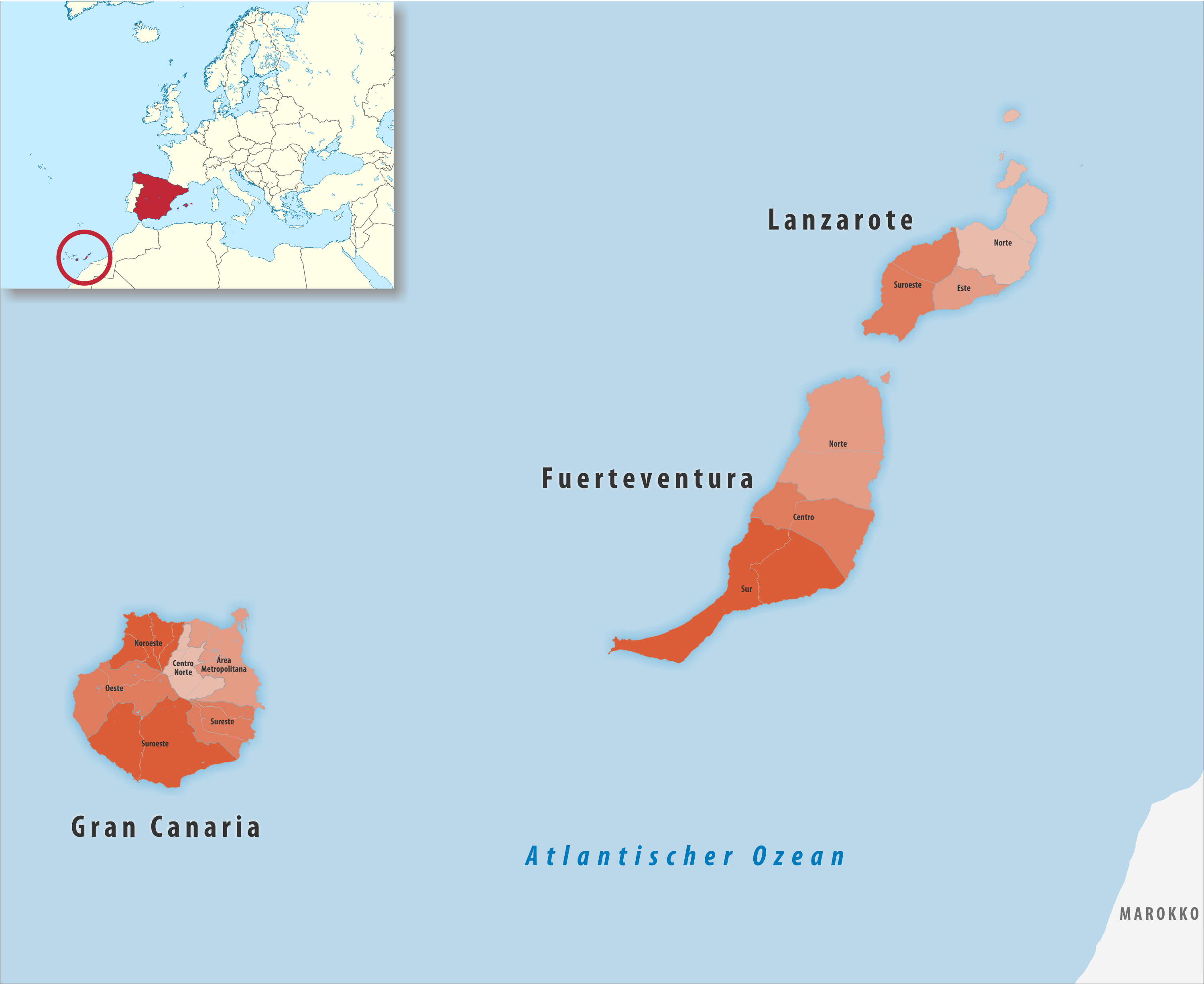
Comarcas in der Provinz Las Palmas

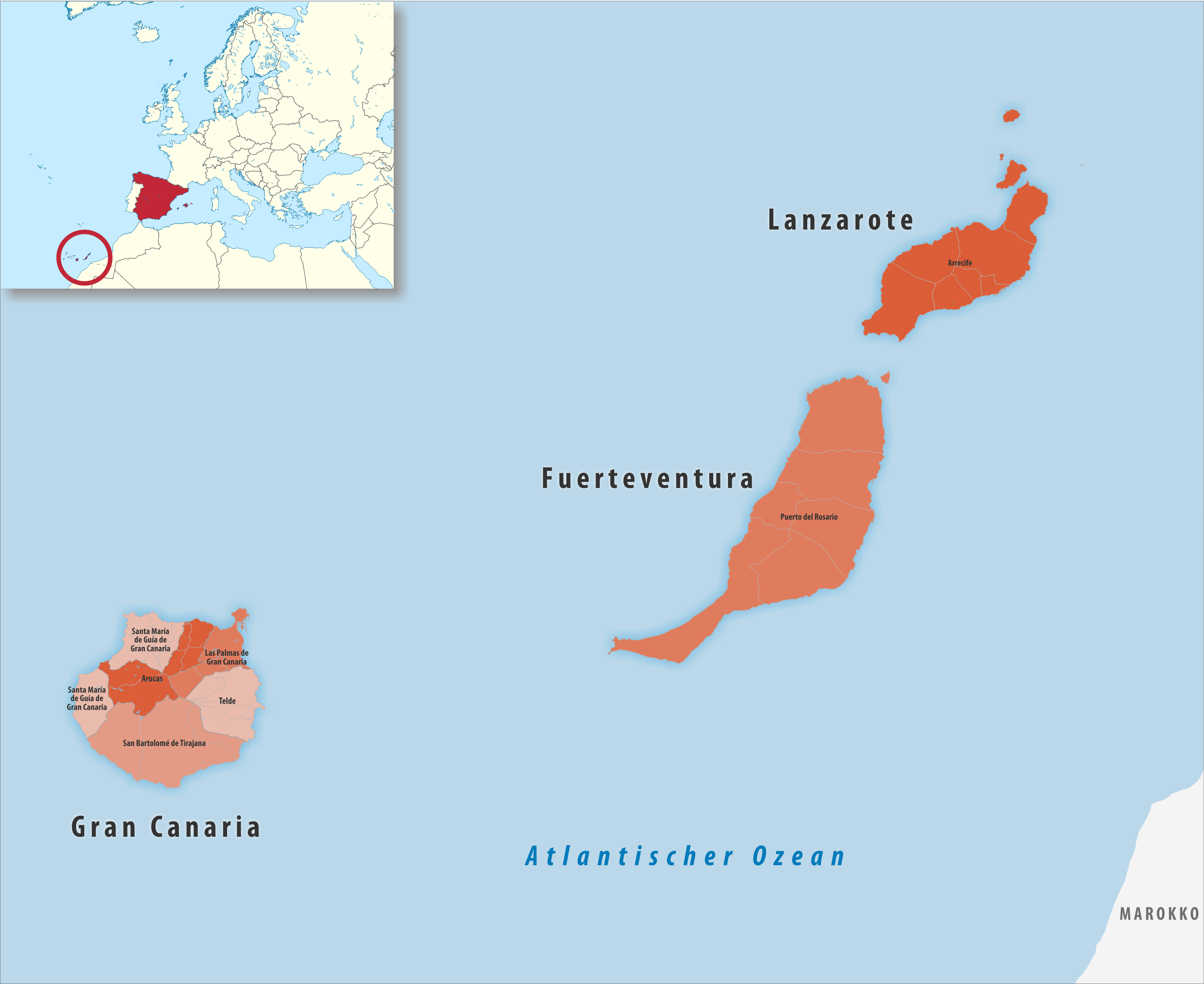
Gerichtsbezirke in der Provinz Las Palmas

| Wappen | Gemeinden                           | Einwohner (2024) | Fläche km² | Dichte Einw./km² | Cod INE | Insel         | Comarca                           | Gerichtsbezirk                      |
| ------ | ----------------------------------- | ---------------- | ---------- | ---------------- | ------- | ------------- | --------------------------------- | ----------------------------------- |
|        | Agaete                              | 5.670            | 44,51      | 127              | 35001   | Gran Canaria  | Noroeste (Gran Canaria)           | Santa María de Guía de Gran Canaria |
|        | Agüimes                             | 33.179           | 78,90      | 421              | 35002   | Gran Canaria  | Sureste                           | Telde                               |
|        | Antigua                             | 13.832           | 250,25     | 55               | 35003   | Fuerteventura | Centro                            | Puerto del Rosario                  |
|        | Arrecife                            | 68.169           | 24,28      | 2.808            | 35004   | Lanzarote     | Este                              | Arrecife                            |
|        | Artenara                            | 1.029            | 66,42      | 15               | 35005   | Gran Canaria  | Oeste                             | Arucas                              |
|        | Arucas                              | 38.936           | 32,84      | 1.186            | 35006   | Gran Canaria  | Área Metropolitana (Gran Canaria) | Arucas                              |
|        | Betancuria                          | 812              | 103,71     | 8                | 35007   | Fuerteventura | Centro                            | Puerto del Rosario                  |
|        | Firgas                              | 7.688            | 16,03      | 480              | 35008   | Gran Canaria  | Centro Norte                      | Arucas                              |
|        | Gáldar                              | 24.811           | 62,55      | 397              | 35009   | Gran Canaria  | Noroeste (Gran Canaria)           | Santa María de Guía de Gran Canaria |
|        | Haría                               | 5.567            | 106,63     | 52               | 35010   | Lanzarote     | Norte (Lanzarote)                 | Arrecife                            |
|        | Ingenio                             | 32.747           | 39,09      | 838              | 35011   | Gran Canaria  | Sureste                           | Telde                               |
|        | Mogán                               | 21.175           | 171,42     | 124              | 35012   | Gran Canaria  | Suroeste (Gran Canaria)           | San Bartolomé de Tirajana           |
|        | Moya                                | 7.987            | 32,20      | 248              | 35013   | Gran Canaria  | Noroeste (Gran Canaria)           | Santa María de Guía de Gran Canaria |
|        | La Oliva                            | 29.693           | 355,33     | 84               | 35014   | Fuerteventura | Norte (Fuerteventura)             | Puerto del Rosario                  |
|        | Pájara                              | 21.614           | 384,94     | 56               | 35015   | Fuerteventura | Sur (Fuerteventura)               | Puerto del Rosario                  |
|        | Las Palmas de Gran Canaria          | 380.436          | 103,32     | 3.682            | 35016   | Gran Canaria  | Área Metropolitana (Gran Canaria) | Las Palmas de Gran Canaria          |
|        | Puerto del Rosario                  | 44.638           | 290,77     | 154              | 35017   | Fuerteventura | Norte (Fuerteventura)             | Puerto del Rosario                  |
|        | San Bartolomé                       | 19.443           | 40,76      | 477              | 35018   | Lanzarote     | Este                              | Arrecife                            |
|        | San Bartolomé de Tirajana           | 54.116           | 332,42     | 163              | 35019   | Gran Canaria  | Suroeste (Gran Canaria)           | San Bartolomé de Tirajana           |
|        | La Aldea de San Nicolás             | 7.449            | 123,71     | 60               | 35020   | Gran Canaria  | Oeste                             | Santa María de Guía de Gran Canaria |
|        | Santa Brígida                       | 18.551           | 23,83      | 778              | 35021   | Gran Canaria  | Área Metropolitana (Gran Canaria) | Las Palmas de Gran Canaria          |
|        | Santa Lucía de Tirajana             | 77.098           | 62,53      | 1.233            | 35022   | Gran Canaria  | Sureste                           | San Bartolomé de Tirajana           |
|        | Santa María de Guía de Gran Canaria | 14.135           | 42,62      | 332              | 35023   | Gran Canaria  | Noroeste (Gran Canaria)           | Santa María de Guía de Gran Canaria |
|        | Teguise                             | 23.848           | 263,03     | 91               | 35024   | Lanzarote     | Norte (Lanzarote)                 | Arrecife                            |
|        | Tejeda                              | 1.826            | 103,86     | 18               | 35025   | Gran Canaria  | Oeste                             | Arucas                              |
|        | Telde                               | 102.867          | 100,33     | 1.025            | 35026   | Gran Canaria  | Área Metropolitana (Gran Canaria) | Telde                               |
|        | Teror                               | 12.878           | 25,81      | 499              | 35027   | Gran Canaria  | Centro Norte                      | Arucas                              |
|        | Tías                                | 21.462           | 64,32      | 334              | 35028   | Lanzarote     | Este                              | Arrecife                            |
|        | Tinajo                              | 6.865            | 135,78     | 51               | 35029   | Lanzarote     | Suroeste (Lanzarote)              | Arrecife                            |
|        | Tuineje                             | 16.454           | 276,30     | 60               | 35030   | Fuerteventura | Sur (Fuerteventura)               | Puerto del Rosario                  |
|        | Valsequillo de Gran Canaria         | 9.768            | 38,80      | 252              | 35031   | Gran Canaria  | Centro Norte                      | Telde                               |
|        | Valleseco                           | 3.741            | 22,13      | 169              | 35032   | Gran Canaria  | Centro Norte                      | Arucas                              |
|        | Vega de San Mateo                   | 7.856            | 38,21      | 206              | 35033   | Gran Canaria  | Centro Norte                      | Las Palmas de Gran Canaria          |
|        | Yaiza                               | 18.113           | 212,09     | 85               | 35034   | Lanzarote     | Suroeste (Lanzarote)              | Arrecife                            |
|        | Las Palmas                          | 1.154.453        | 4.069,72   | 284              | 35000   | –             | –                                 | –                                   |

- Karte mit allen verlinkten Seiten:
- OSM |
- WikiMap